# بول فيكس
بول فيكس (بالإنجليزية: Paul Fix)‏ مواليد 13 مارس 1901 في الولايات المتحدة - الوفاة 14 أكتوبر 1983 في لوس أنجلوس، هو ممثل أمريكي بدأ مسيرته الفنية سنة 1925.

## الأعمال
- فتاة سيئة
- ثلاث فتيات مفقودات
- الشاهد المهم
- جسر التنهدات
- مانيكان
- حلقة الجريمة
- بيتسبرغ
- لبست الشريط الأصفر
- هيلفاير
- السامي والقوي
- جوني غيتار
- ضخم
- قتل طائر بريء
- أبناء كيتي إلدر
- إل دورادو

## روابط خارجية
- بول فيكس على موقع IMDb (الإنجليزية)
- بول فيكس على موقع ألو سيني (الفرنسية)
- بول فيكس على موقع أول موفي (الإنجليزية)
- بول فيكس على موقع قاعدة بيانات الأفلام السويدية (السويدية)
- بول فيكس على موقع إن إن دي بي (الإنجليزية)
- بول فيكس على موقع قاعدة بيانات الفيلم (الإنجليزية)
- بول فيكس على موقع كينوبويسك (الروسية)